# Paul Guggisberg
Paul Guggisberg (1881 - 1946), was een Zwitsers politicus. Hij was lid van de Boeren-, Burgers- en Middenstandspartij (BGB, voorloper van de huidige Zwitserse Volkspartij). Ook was hij lid van de Regeringsraad van het kanton Bern. 
Guggisberg was van 1 juni 1929 tot 31 mei 1930 en van 1 juni 1938 tot 31 mei 1939 voorzitter van de Regeringsraad (dat wil zeggen regeringsleider van het kanton Bern).